# 728 TCN
728 TCN là một năm trong lịch La Mã.